# Барте
Барте (нем. Barthe) — река в Германии. Длина — 35 км, площадь водосборного бассейна — 292 км².
Исток реки — озеро Боргвалльзе на высоте 13 м над уровнем моря западнее Штральзунда. В верхнем течении река протекает в западном направлении, в нижнем — в северном. Барте протекает через Фельгаст, после чего впадает в залив Бартер-Бодден в городе Барт.
Низовья реки — популярное место отдыха и рыбной ловли.